# 케어로 (미주리주)
케어로(Cairo)는 미국 미주리 주에 있는 소행정도시이다. 원래 이 도시는 이집트계 미국인 1세대들이 1858년에 주도하여 일군 도시인데 훗날 1860년 제임스 뷰캐넌(James Buchanan, Jr.) 대통령도 이 도시의 재창설 및 승격을 원조하였다.

## 인구
| 인구조사              | 인구 | Note  | %±     |
| --------------------- | ---- | ----- | ------ |
| 1880년                | 100  |       | —      |
| 1900년                | 173  |       | —      |
| 1910년                | 220  |       | 27.2%  |
| 1920년                | 221  |       | 0.5%   |
| 1930년                | 250  |       | 13.1%  |
| 1940년                | 254  |       | 1.6%   |
| 1950년                | 264  |       | 3.9%   |
| 1960년                | 210  |       | −20.5% |
| 1970년                | 248  |       | 18.1%  |
| 1980년                | 315  |       | 27.0%  |
| 1990년                | 282  |       | −10.5% |
| 2000년                | 293  |       | 3.9%   |
| 2010년                | 292  |       | −0.3%  |
| 2019 (추산)           | 279  | [ 1 ] | −4.5%  |
| U.S. Decennial Census |      |       |        |